# Tuukka Anttila
Pour les articles homonymes, voir Anttila.
Tuukka Anttila est un joueur finlandais de volley-ball né le 13 janvier 1980. Il mesure 2,04 m et joue central. Il totalise 37 sélections en équipe de Finlande.

## Clubs
| Club                  | Pays      | De        | À         |
| --------------------- | --------- | --------- | --------- |
| Tampereen Isku-Volley | Finlande  | 1997-1998 | 1997-1998 |
| KuPS-Volley           | Finlande  | 1998-1999 | 1999-2000 |
| Rocks Helsinki        | Finlande  | 2000-2001 | 2000-2001 |
| Salon Piivolley       | Finlande  | 2001-2002 | 2005-2006 |
| Moerser SC            | Allemagne | 2006-2007 | 2007-2008 |
| Salon Piivolley       | Finlande  | 2008-2009 | ...       |